# هيويل ديفيز
هيويل ديفيز (بالإنجليزية: Hywel Davies)‏ هو صحفي بريطاني، ولد في 25 أكتوبر 1974.